# 林雙不
林雙不（1950年10月28日—），本名黃燕德，1995年改本名為黃林雙不，台灣雲林縣東勢鄉人，台灣作家。

## 生平
林雙不小學時期就讀東勢國民學校，於小學五年級受教師張清海鼓勵即開始投稿。就讀臺灣省立虎尾中學（今國立虎尾高級中學）時，以「碧竹」為筆名，靠稿費賺取零用錢。1970年9月就讀輔仁大學哲學系，出版散文集《山中歸路》、《古榕》、《班會之死》。1974年就讀輔仁大學哲學研究所，1976年畢業後服第二十六期預官役，1978年任職於員林高中，而後任教於中興大學、建國工專、台南神學院等。
1980年因美麗島事件的影響，改筆名為「林雙不」，作品風格丕變，積極參與政治運動、社會運動。1982年榮獲中國文藝協會頒贈的中國文藝獎章散文創作獎。1985年以小說《大學女生莊南安》獲吳濁流文學獎小說佳作獎。1994年7月，辭去教職，回鄉種田。
2000年出任屏東縣政府新聞室主任，而後接掌屏東縣政府教育局。2005年自教育局長卸任後，由屏東縣校長遴選委員會及屏東縣政府遴聘為屏東縣立滿州國民中學校長，旋於2006年去職。